# متالوفون
متالوفون (Metallophone) سازیست با تیغه‌های فلزی که خانواده آن شامل سوپرانو، آلتو و باس می‌باشد  که سوپرانو زیرترین و باس بم‌ترین صدا را در این مجموعه دارد. متالوفون‌ها دارای رزونانس بالا و حجیم هستند که در ارکستر موسیقی کودک زیبایی خاصی دارند.

## نگارخانه

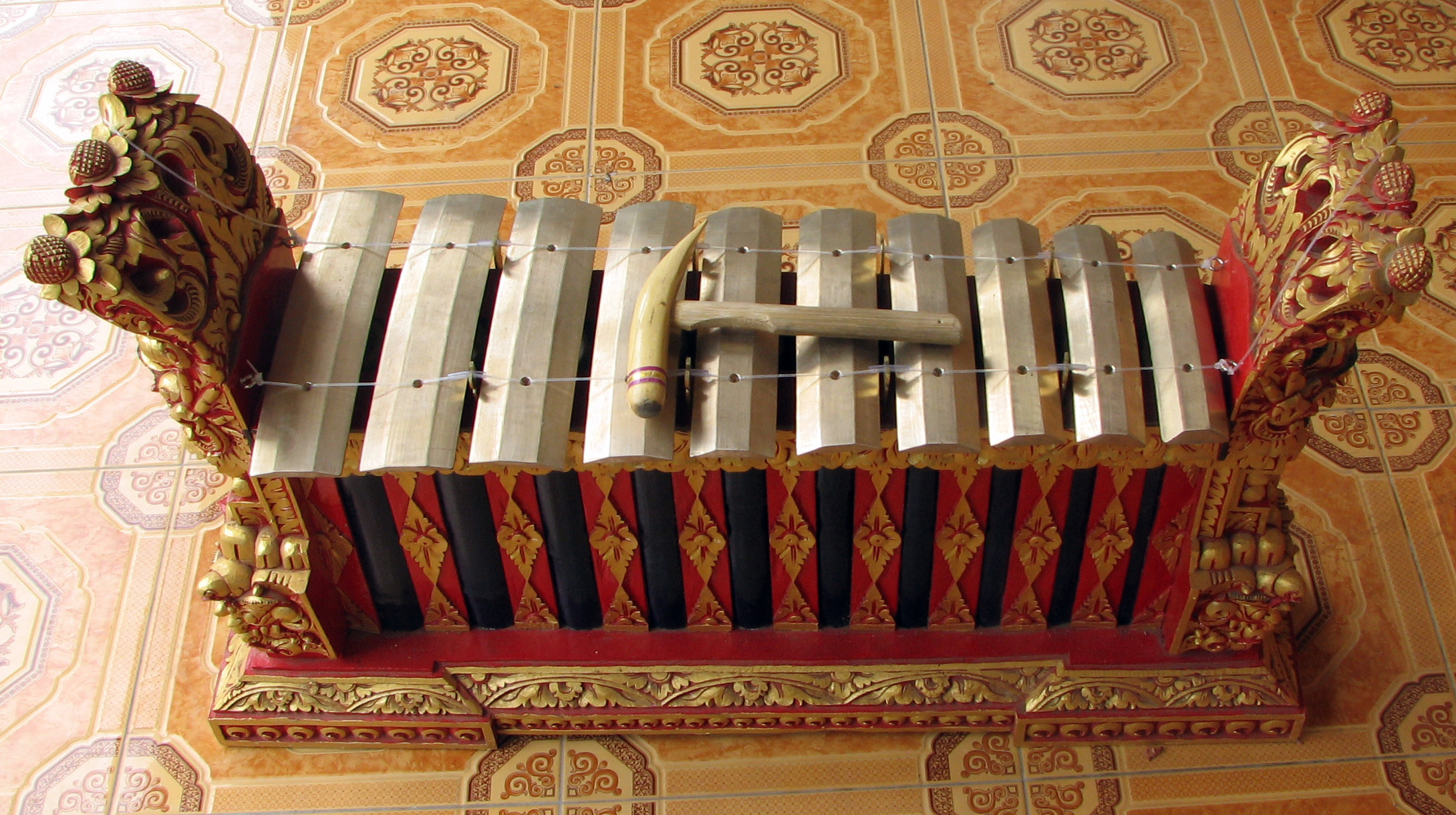
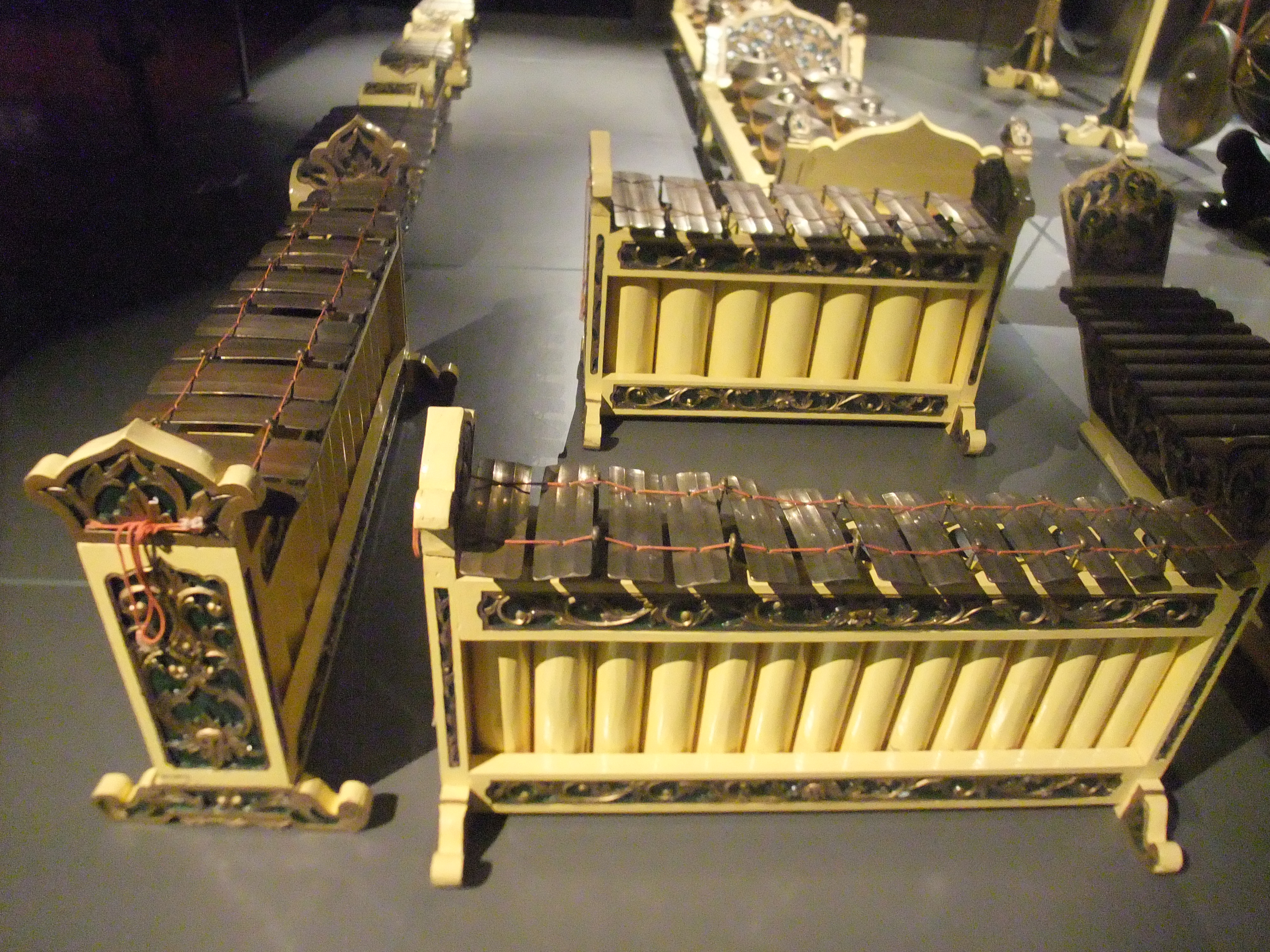
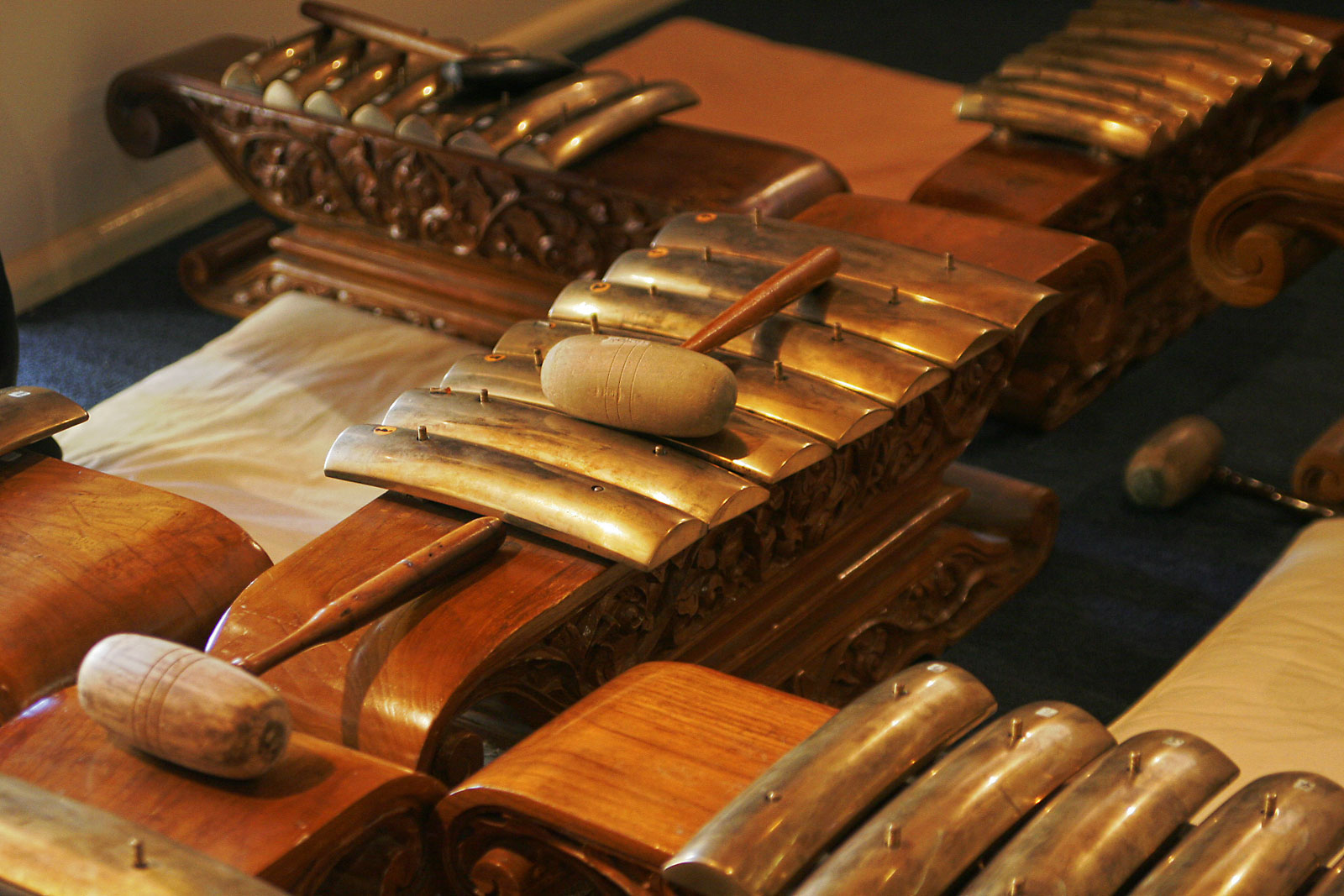
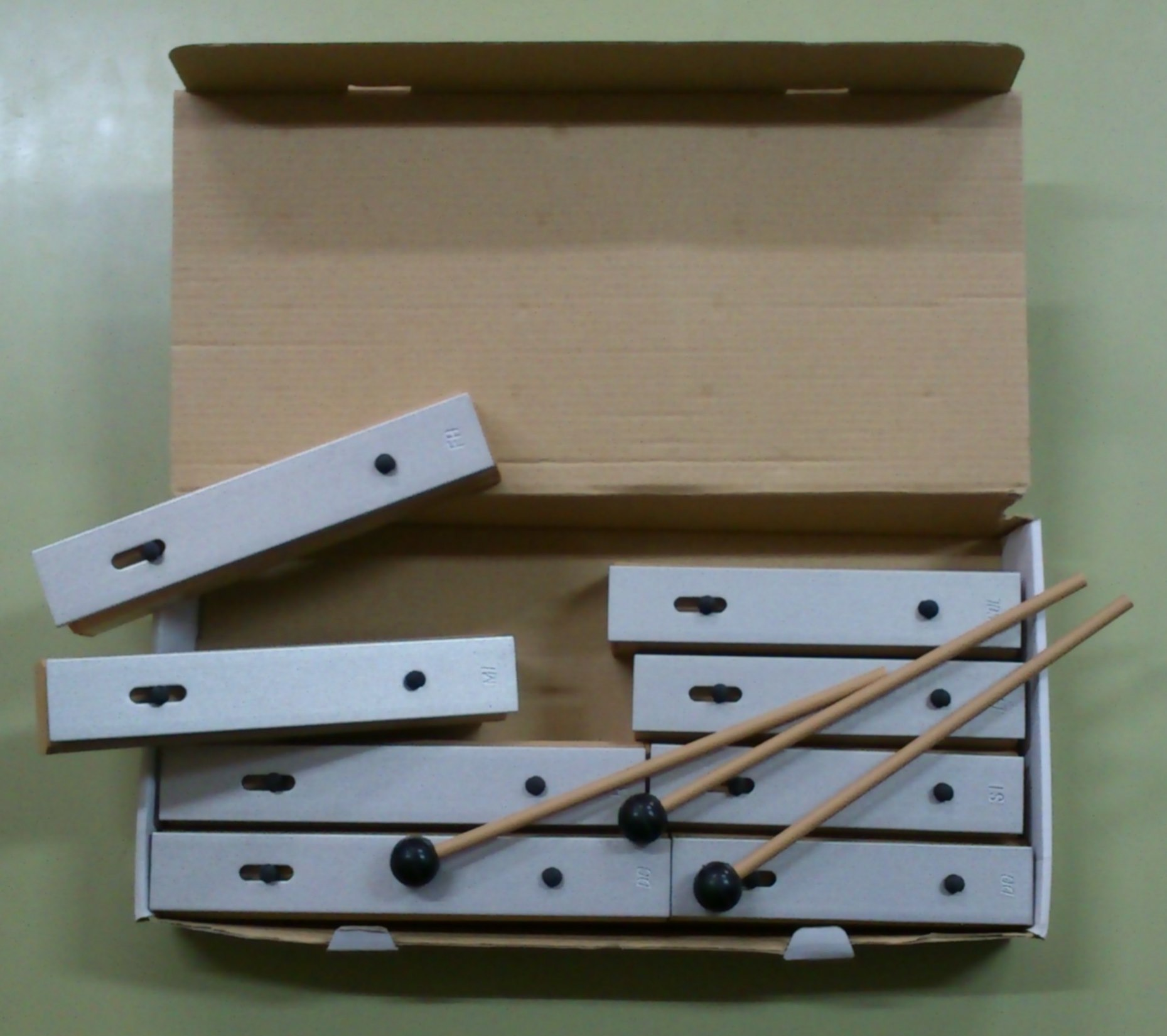
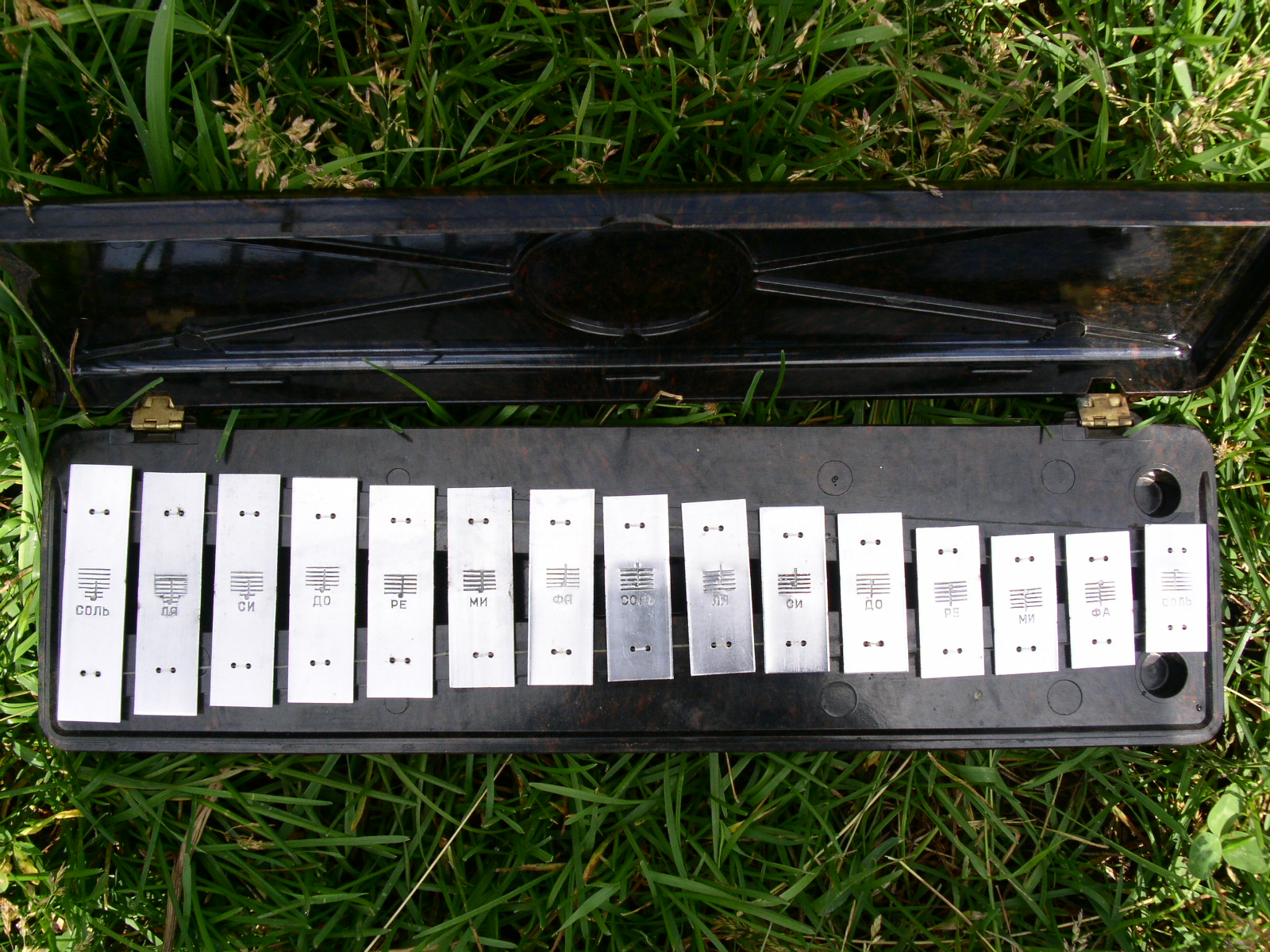